# Урочище «Вавринів»
Уро́чище Ваври́нів — комплексна пам'ятка природи місцевого значення в Україні.
Розташована на території Тернопільської області, біля північно-західної околиці села Горішня Вигнанка, крутий схил вздовж річки Серет від міста Чортків до села Горішня Вигнанка. 
Площа — 20 га.
Статус надано рішенням Тернопільської обласної ради від 17 червня 2010 р. № 990. 